# Les femmes nouvelles

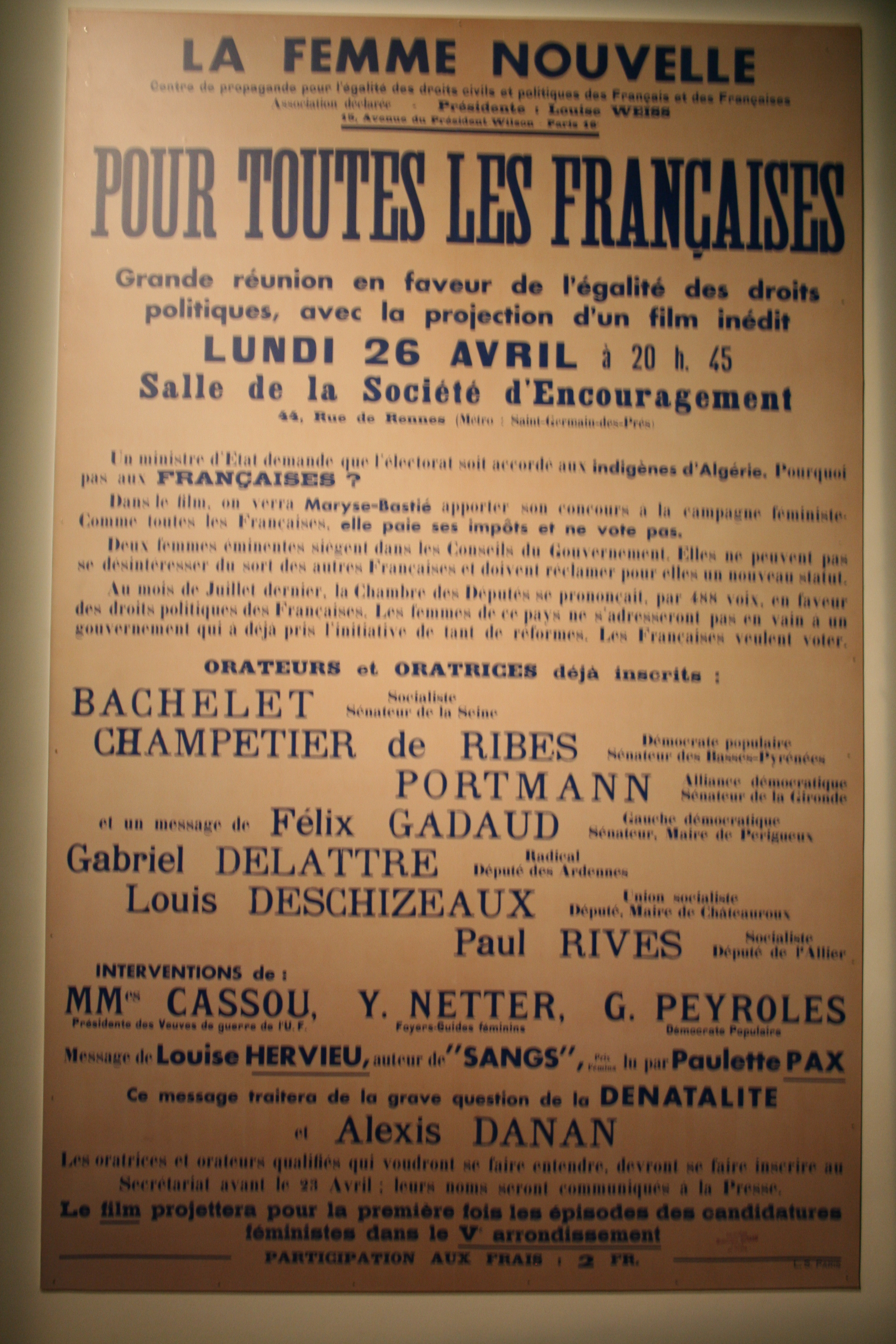
Affischen La Femme Nouvelle på Musée de Saverne.

Les femmes nouvelles ("De nya kvinnorna") var en fransk kvinnorättsorganisation, grundad 1934. Syftet var att verka för kvinnlig rösträtt.
Föreningen grundades av Louise Weiss 1934. Den grundades av frustration över den dåvarande franska kvinnorörelsens och politikernas passivitet, som den upplevdes av Weiss, och iscensatte en mer radikal aktivism till förmån för rösträtt. Weiss själv valdes till dess ordförande. I kommunalvalet i Montmartre 5 maj 1935 lanserade sig Weiss som kandidat stödd av 18 000 valsedlar som föreningen hade samlat in. I parlamentsvalet 1936 lanserade föreningen Weiss som kandidat i det femte arrondissementet i Paris, genomförde offentliga aktioner avsedda att locka pressens uppmärksamhet. De förhandlade med Léon Blum, men Weiss avböjde en ministerpost då hon förklarade att hon hade velat bli vald, inte utnämnd: "Jag kämpade för att bli vald, inte för att bli utnämnd".
Bland föreningens aktioner kan nämnas: 
- 1936: De släppte röda ballonger och delade ut flygblad, på Yves-du-Manoir Olympiastadion under finalen i den franska fotbollscupen.
- 1 juni 1936: De delade ut förgätmigej till suppleanterna, en blomma som symboliskt betydde "Glöm mig inte".
- 2 juni 1936: De erbjöd senatorer strumpor med inskriptionen "Även om du ger oss rösträtt, kommer dina strumpor att lagas".
- 28 juni 1936: De investerade banan på Longchamps kapplöpningsbana, under Grand Prix, med skyltar som bär inskriptionen "Fransyskan måste rösta".
- 10 juli 1936: De band fast varandra och hindrade trafiken vid Rue Royale i Paris.

Aktivismen nådde ingen framgång på grund av fientligheten mot kvinnlig rösträtt i den franska senaten och kampen avbröts tvärt vid andra världskrigets utbrott och den tyska ockupationen. Efter upphävandet av ockupationen infördes kvinnlig rösträtt 1944, bland annat som erkänsla för kvinnors deltagande i motståndsrörelsen. 

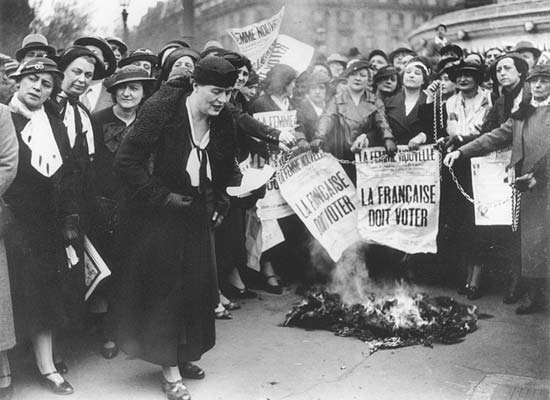
Louise Weiss
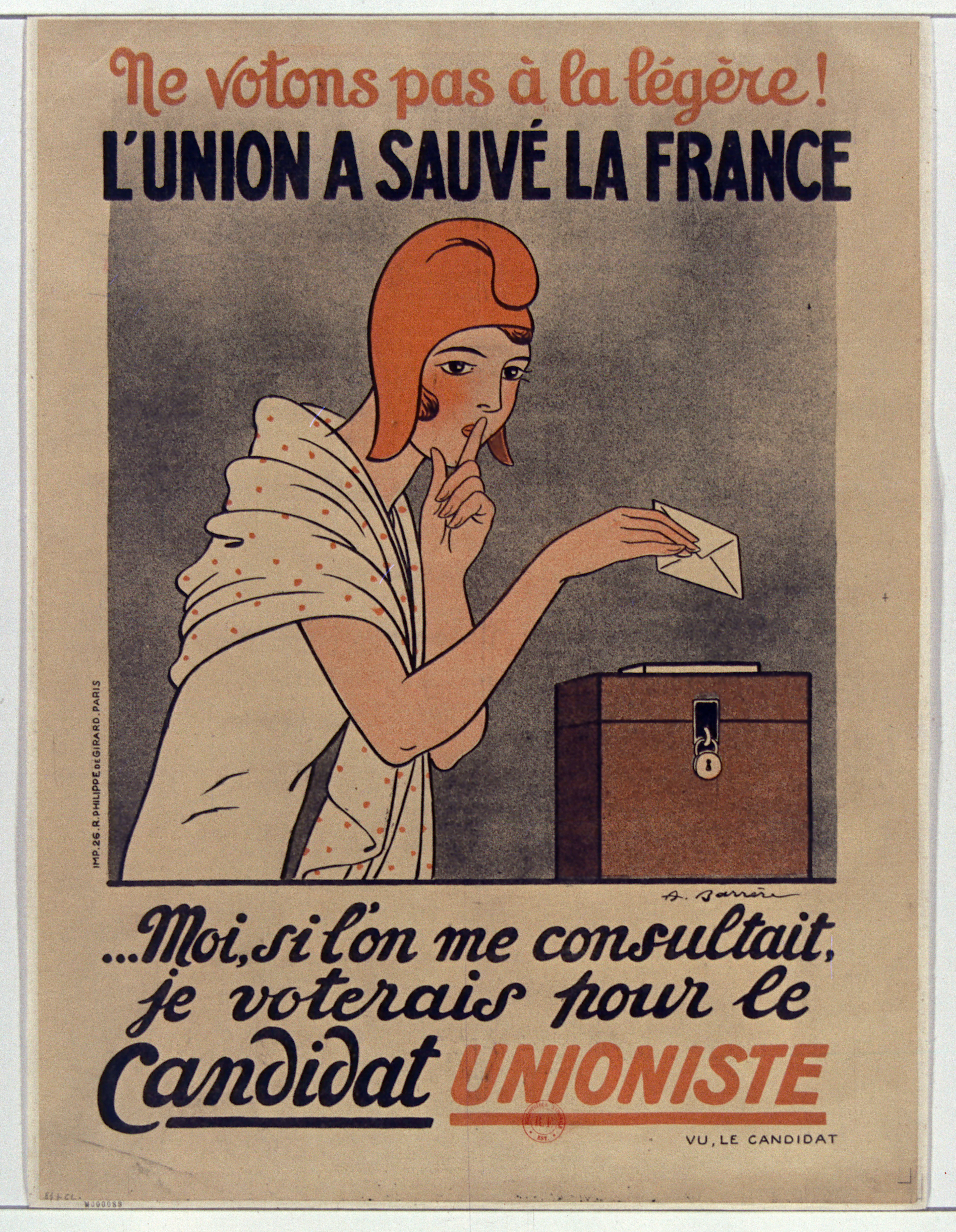
Ne votons pas à la légère!